# آنتوان لوران د ژوسیو
آنتوان لوران د ژوسیو (انگلیسی: Antoine Laurent de Jussieu; ۱۲ آوریل ۱۷۴۸ – ۱۷ سپتامبر ۱۸۳۶) یک دانشمند در زمینه گیاه‌شناسی اهل فرانسه بود.